# Anelli

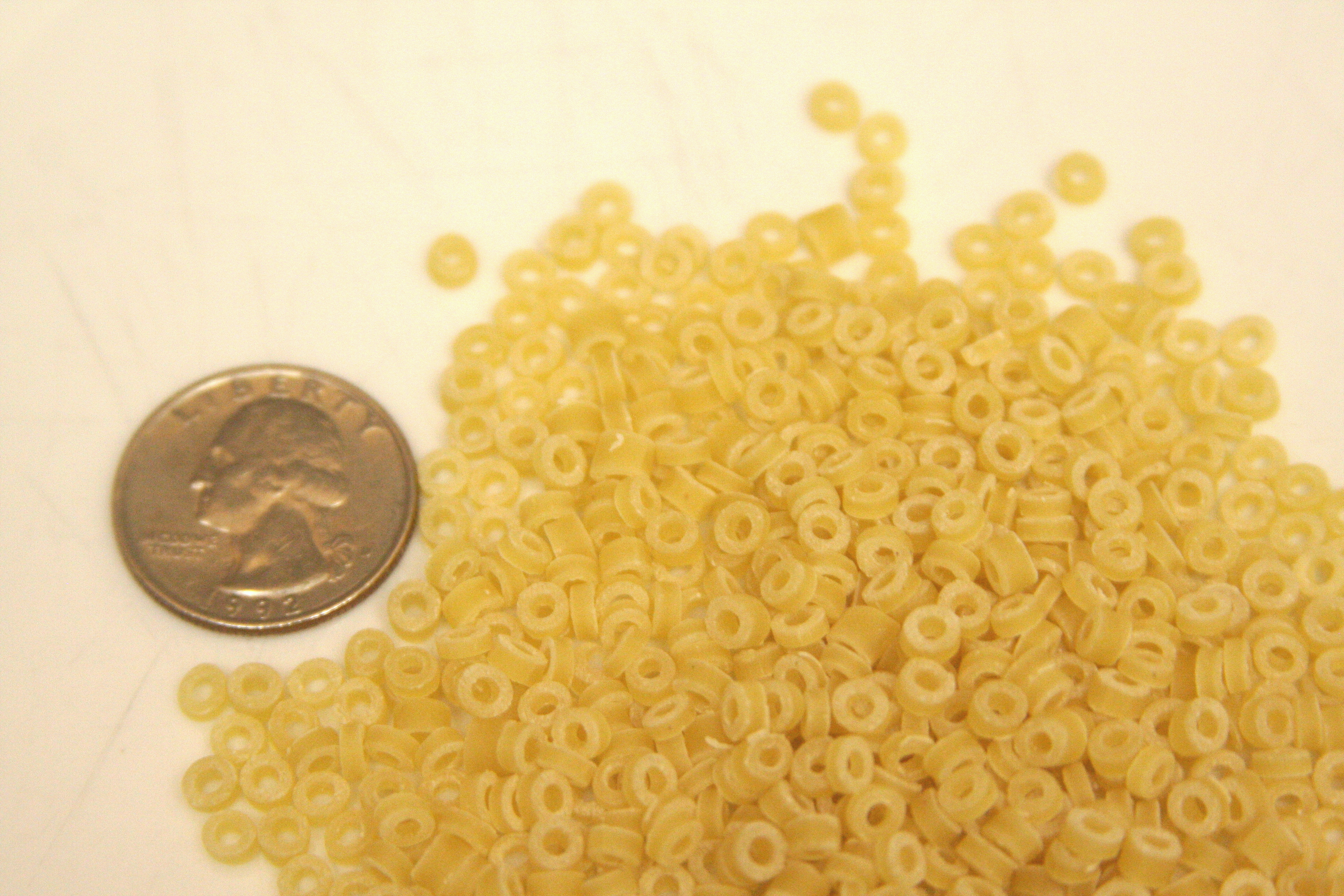
Anelli – mały rozmiar kółeczek

Anelli (także, dla mniejszej wersji: anellini, anelletti) – rodzaj włoskiego makaronu, wywodzącego się z Sycylii.
Anelli ma formę małych kółek (pierścieni) i używa się go w zasadzie tylko jako dodatek do zup i bazę sałatek makaronowych, a nie jako samodzielne danie. Powstaje poprzez przecinanie rurek makaronu na cząstki szerokości około pół cala. Formą anelli są ditaliani przycinane w szerszych odstępach i nadające się także do zapiekanek. Czas gotowania wynosi 8–12 minut.
Nazwa wywodzi się od słowa pierścienie lub pierścionki (wł. – anelli).